# Shadow Gallery
Shadow Gallery – amerykański zespół progresywnometalowy, założony w latach 80. pod nazwą Sorcerer. Po zmianie nazwy na Shadow Gallery i nagraniu 8-nagraniowego albumu demo, zespół podpisał w 1991 roku pierwszy kontrakt z wytwórnią płytową Magna Carta Records. W 2005 roku zespół zdecydował się wydać swój piąty studyjny album Room V nakładem wytwórni InsideOut.
29 października 2008 roku wokalista zespołu Mike Baker zmarł na atak serca w wieku 45 lat.

## Styl muzyczny
Pod względem gitar w muzyce Shadow Gallery można usłyszeć wyraźne wpływy takich muzyków i zespołów jak Yngwie Malmsteen, Vinnie Moore czy Steve Vai. Progresywny charakter grupy był również ukierunkowany przez takie zespoły jak Rush, Pink Floyd i Dream Theater. Jako ulubionych artystów heavymetalowych muzycy zespołu podają Black Sabbath, Iron Maiden i Judas Priest. W jednym z wywiadów  Gary Wehrkamp dodał również: "Zespół lubi wszystko, od Tori Amos do starej Metalliki, Alice'a Coopera, Gamma Ray, Type O Negative i Nine Inch Nails. "

## Skład zespołu
- Gary Wehrkamp – pianino, gitara, keyboard, śpiew
- Brendt Allman – gitara, śpiew
- Carl Cadden-James – gitara basowa, flet, śpiew
- Chris Ingles – pianino, keyboard
- Joe Nevolo – perkusja

### Byli członkowie
- Mike Baker – śpiew
- Kevin Soffera – perkusja

## Dyskografia
- Shadow Gallery (1992)
- Carved in Stone (1995)
- Tyranny (1998)
- Legacy (2001)
- Room V (2005)
- Prime Cuts (2007)
- Digital Ghosts (2009)